# Michel Eugène Chevreul

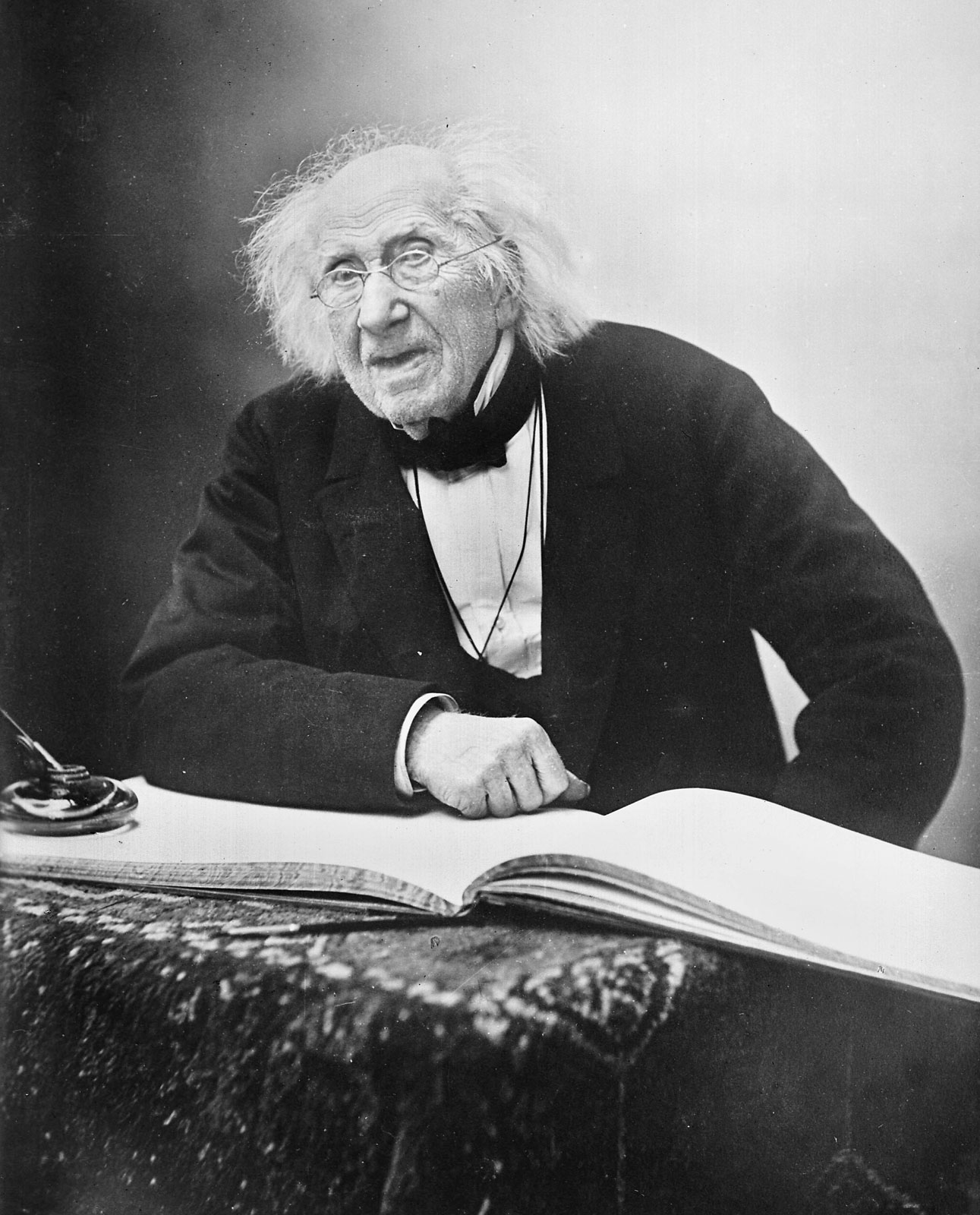
Michel Eugène Chevreul

Michel Eugène Chevreul (31. srpna 1786, Angers – 9. dubna 1889, Paříž) byl francouzský chemik a fyzik.
Proslul výzkumem mastných kyselin, objevil kupříkladu kyselinu heptadekanovou, kyselinu olejovou, kreatin či stearin. Vynalezl též ranou formu mýdla ze zvířecích tuků a soli. Byl velkým odpůrcem okultismu a zejména spiritismu, při jejich kritice definoval tzv. ideomotorický jev. Přispěl též ke studiu barev, kterým výrazně ovlivnil výtvarné umění své doby, zejména impresionismus a orfismus. Je jedním ze 72 významných mužů, jejichž jméno je zapsáno na Eiffelově věži v Paříži. Roku 1857 získal Copleyho medaili. Dožil se 102 let.